# Can Llopart (Castelldefels)
Can Llopart és una obra del municipi de Castelldefels (Baix Llobregat) inclosa en l'Inventari del Patrimoni Arquitectònic de Catalunya.

## Descripció
Masia de planta rectangular que consta de planta baixa i pis, amb coberta a dues vessants. Està orientada a migdia i té un pati amb tanca just davant del que sembla havia estat l'antiga entrada principal.
Ha estat molt degradada i ha perdut alguns dels elements més destacats que tenia i ha sofert l'afegit d'altres cossos, de maó. Conserva però una interessant finestra amb caps en mig relleu, sota de la qual hi ha una espitllera.

## Història
En la fitxa de l'Ajuntament de Castelldefels es data al segle xviii, però per la tipologia de la finestra i espitllera, abans esmentades, es creu que és més antiga.